# Șir de cocori
Șir de cocori este discul de debut al formației românești de muzică rock Sfinx, apărut în 1972 în format single. Denumirea este convențională, împrumutând titlul primei piste a materialului.

## Lista pieselor
1. Șir de cocori (Dan Andrei Aldea – Dan Andrei Aldea) – 4:23
2. Languir me fais (George Enescu – Clément Marot) – 2:08

## Personal
- Dan Andrei Aldea – chitară electrică, voce
- Corneliu „Bibi” Ionescu – chitară bas
- Marian Toroimac – baterie

## Prezentare
Formația Sfinx exista de zece ani la momentul apariției discului. Până la capătul anilor 1960, ea interpretase muzică beat cu Octav Zemlička în calitate de solist vocal. (De altfel, casa de discuri Electrecord i-a editat acestuia un disc EP solo în 1971, cu numărul de catalog EDC 10.165.) Puținele înregistrări cu formația fuseseră realizate la Televiziunea Română, cu ocazia apariției în câteva emisiuni (vezi în acest sens videografia formației).
Formula în care se prezintă Sfinx pe discul Șir de cocori avea o vechime de doi ani la acea dată și a supraviețuit până în 1973, moment când bateristul Marian Toroimac părăsește formația. Chitaristul Dan Andrei Aldea a declarat în mai multe interviuri că această perioadă din participarea sa în Sfinx (până în 1981) îi este cea mai dragă, în primul rând datorită comunicării muzicale excelente cu bateristul Toroimac. Un alt disc cu această componență nu există, ci doar înregistrări needitate. Este faza cea mai experimentală a formației, în ciuda instrumentației simple folosite.
Discul Șir de cocori conține o compoziție originală semnată de Aldea și o adaptare a unui lied scris de compozitorul român George Enescu. Materialele au fost definitivate prin supraimprimarea instrumentelor (chitara) și a vocii, procedeu mai puțin folosit în înregistrările rock românești ale vremii (deși întâlnit la cele cu muzică ușoară încă de la sfârșitul anilor 1950). Limbajul muzical este unul neconvențional pentru genul rock – sunt aplicate tehnici de compoziție din muzica cultă modernă, precum sonoritățile modale, monoritmii, paralelisme de cvinte și octave, monodie etc. Șir de cocori este o compoziție modală ce suprapune o melodie diatonică a vocii cu intervențiile cromatice ale chitarei; piesa cuprinde un amplu interludiu instrumental și se remarcă prin partitura bateriei. A doua piesă a discului, Languir me fais, este o adaptare a unuia dintre cele Șapte cântece pe versuri de Clément Marot, scrise de George Enescu în 1908. Aranjamentul aduce întrucâtva cu cel al unei balade (chitara execută arpegii, iar chitara bas marchează prin valori lungi fundamentalele acordurilor), impresie risipită de intervenția statică a bateriei (lovituri pe rama premierului).
Datorită succesului comercial, discul a fost reeditat în 1975 (cu o copertă puțin schimbată).